# Hartlaubs turako
Hartlaubs turako (latin: Tauraco hartlaubi) er en turakoart, der lever på højlandet i Kenya og grænseområderne i Uganda og Tanzania. IUCN kategoriserer arten som ikke truet.